# Staffův mlýn
Staffův mlýn v Dolní Brusnici v okrese Trutnov je vodní mlýn, který stojí v centru obce poblíž historického kamenného mostku přes Brusnický potok. Je chráněn jako nemovitá kulturní památka České republiky.

## Historie
Mlýn pochází z roku 1760.

## Popis
Patrový mlýn na obdélném půdorysu se sedlovou střechou má dolní část zděnou a patro roubené. Obytná stavba v severní části stojí ve svahu a na jih má vysoký štít s plochým kabřincem nahoře. V jižní části byla mlýnice, po které zůstalo pouze obvodové kamenné zdivo.
Voda na vodní kolo vedla ze severní strany z bývalého rybníčku na vyvýšeném místě. V roce 1876 je zapsáno vodní kolo na vrchní vodu o průměru 6,31 metru a šířce 63 cm (zaniklo).